# Hercostomus laufferi
Hercostomus laufferi är en tvåvingeart som beskrevs av Gabriel Strobl 1909. Hercostomus laufferi ingår i släktet Hercostomus och familjen styltflugor. Inga underarter finns listade i Catalogue of Life.